# Evelyn Emmet, Baroness Emmet of Amberley
Evelyn Violet Elizabeth Emmet, Baroness Emmet of Amberley (Geburtsname: Evelyn Violet Elizabeth Rennell Rodd; * 18. März 1899; † 10. Oktober 1980) war eine britische Politikerin der Conservative Party, die neun Jahre lang Abgeordnete des House of Commons war und 1964 als Life Peeress aufgrund des Life Peerages Act 1958 Mitglied des House of Lords wurde.

## Leben
Evelyn Rennell Rodd, Tochter des Politikers und Diplomaten James Rennell Rodd, absolvierte nach dem Besuch der St Margaret’s School in Bushey ein Studium an der Lady Margaret Hall der University of Oxford. Aus der 1923 geschlossenen Ehe mit Thomas Addis Emmet gingen zwei Kinder hervor.
Ihre politische Laufbahn begann als sie 1925 für die konservativen Torys zum Mitglied des London County Council gewählt wurde, dem sie bis 1934 angehörte. Nach dem Ende des Zweiten Weltkrieges wurde Evelyn Emmet 1946 Mitglied des Rates der Grafschaft West Sussex und blieb in diesem bis 1967 Mitglied. Zugleich fungierte sie von 1951 bis 1954 als Mitglied des Nationalen Beratungsausschusses der Frauenvereinigung der Konservativen Partei (Conservative Women’s National Advisory Committee).
Bei den Unterhauswahlen vom 26. Mai 1955 wurde sie für die Tories erstmals als Abgeordnete in das House of Commons gewählt und vertrat in diesem bis zu ihrem Mandatsverzicht am 31. Dezember 1964 den Wahlkreis East Grinstead. Während dieser Zeit war sie zwischen 1954 und 1955 Präsidentin der Conservative Party.
Kurz vor ihrem Ausscheiden aus dem Unterhaus wurde sie durch ein Letters Patent vom 8. Dezember 1964 aufgrund des Life Peerages Act 1958 als Life Peeress mit dem Titel Baroness Emmet of Amberley, of Amberley in the County of Sussex, in den Adelsstand erhoben und gehörte damit bis zu ihrem Tod dem House of Lords als Mitglied an. Bei der durch ihr Ausscheiden aus dem Unterhaus notwendig gewordenen Nachwahl am 5. Februar 1965 im Wahlkreis East Grinstead konnte sich Geoffrey Johnson Smith von der Conservative Party mit 24.896 Stimmen deutlich gegen die Kandidaten der Liberal Party, Richard G. Holme, sowie der Labour Party, Jon Evans, durchsetzen, die 14.279 beziehungsweise 6101 Wählerstimmen erhielten.
Während ihrer Mitgliedschaft im House of Lords wirkte Baroness Emmet zwischen 1968 und 1977 als eine der stellvertretenden Sprecherinnen (Deputy Speakers) des Oberhauses.